# Pancho Villa
Francisco (Pancho) Villa (San Juan del Río, 5 juni 1878 - Parral, 20 juli 1923) was een Mexicaans revolutionair, generaal en bandiet. Hij was een van de bekendste en meest legendarische leiders in de Mexicaanse Revolutie.

## Leven
Lange tijd was Villa's afkomst onbekend. Na een grootschalig onderzoek in 2000 bleek dat zijn eigenlijke naam José Doroteo Arango Arámbula was. Hij was de oudste zoon van Agustín Arango en Micaela Arámbula, dagloners op het landgoed van de familie López Negrete. Nadat zijn vader overleden was, werkte hij als landarbeider om zijn moeder en vier zussen te kunnen onderhouden. Toen hij op een dag in 1894 terugkwam van zijn werk kwam hij erachter dat de hacendado zijn zuster had verkracht. Villa schoot de man dood.
Hierna vluchtte hij de bergen in, en nam de naam Pancho Villa aan. Hij sloot zich aan bij een groep bandieten en werd later hun leider. Doordat hij stal van de rijken en gaf aan de armen kreeg hij een Robin Hood-achtig imago.
Na een ontmoeting met Abraham González, de politieke vertegenwoordiger van Francisco I. Madero in Chihuahua veranderde Villa's leven. González gaf Villa een politieke opleiding en sindsdien beschouwde Villa zichzelf als een revolutionaire strijder voor de bevolking. In 1911 hielp Villa Madero het federale leger van dictator Porfirio Díaz te verslaan in de Slag om Ciudad Juárez. Nadat Madero president was geworden kwam Pascual Orozco tegen hem in opstand. Villa werd er samen met Victoriano Huerta op uitgestuurd om deze opstand de kop in te drukken. Huerta was bang dat Villa te machtig werd, dus beschuldigde hij hem ervan een paard gestolen te hebben en veroordeelde hem ter dood. Villa werd gevangengezet, maar wist te ontsnappen. Hij vluchtte naar de Verenigde Staten, waar hij leerde lezen.

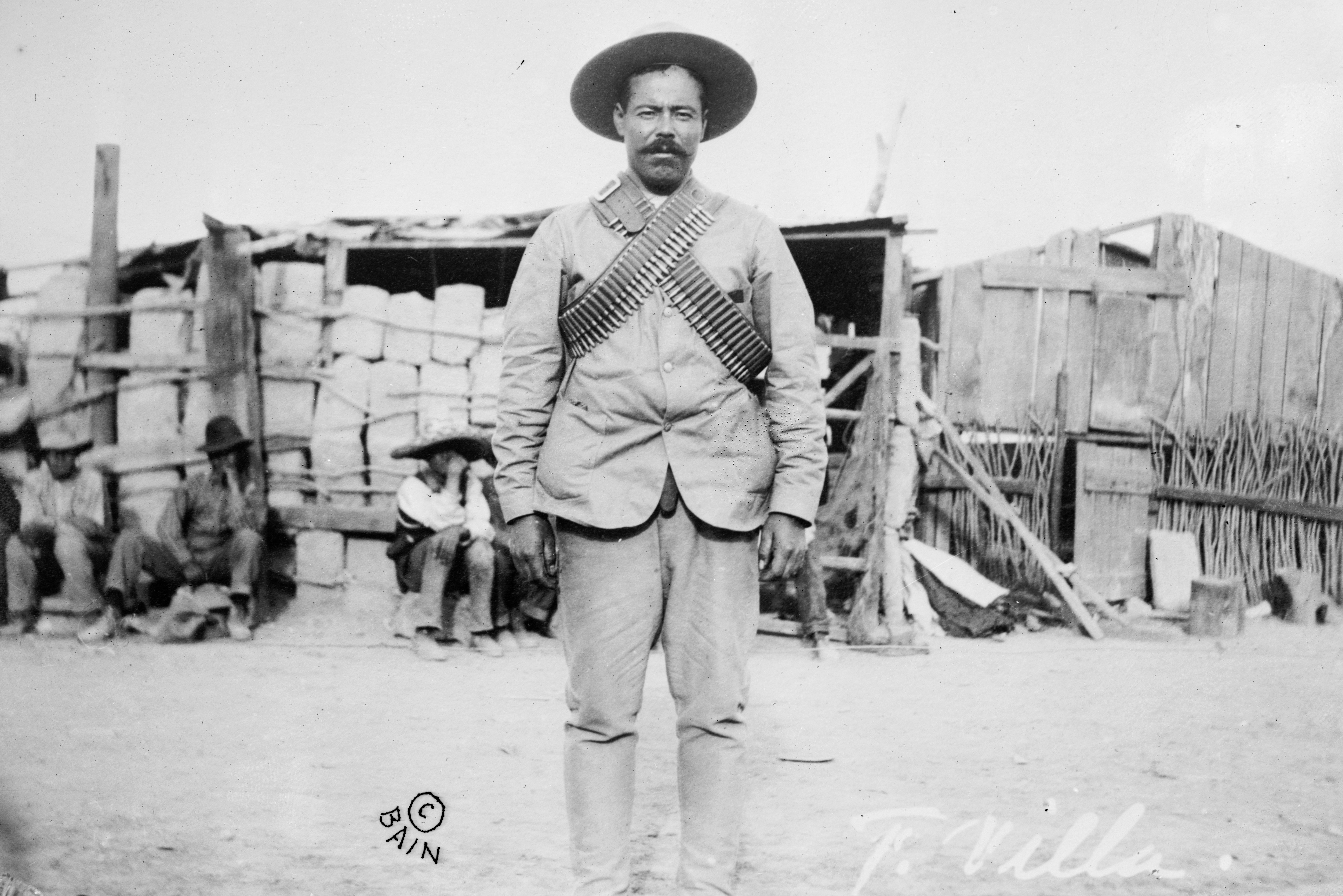
Pancho Villa voor een opstandelingenkamp

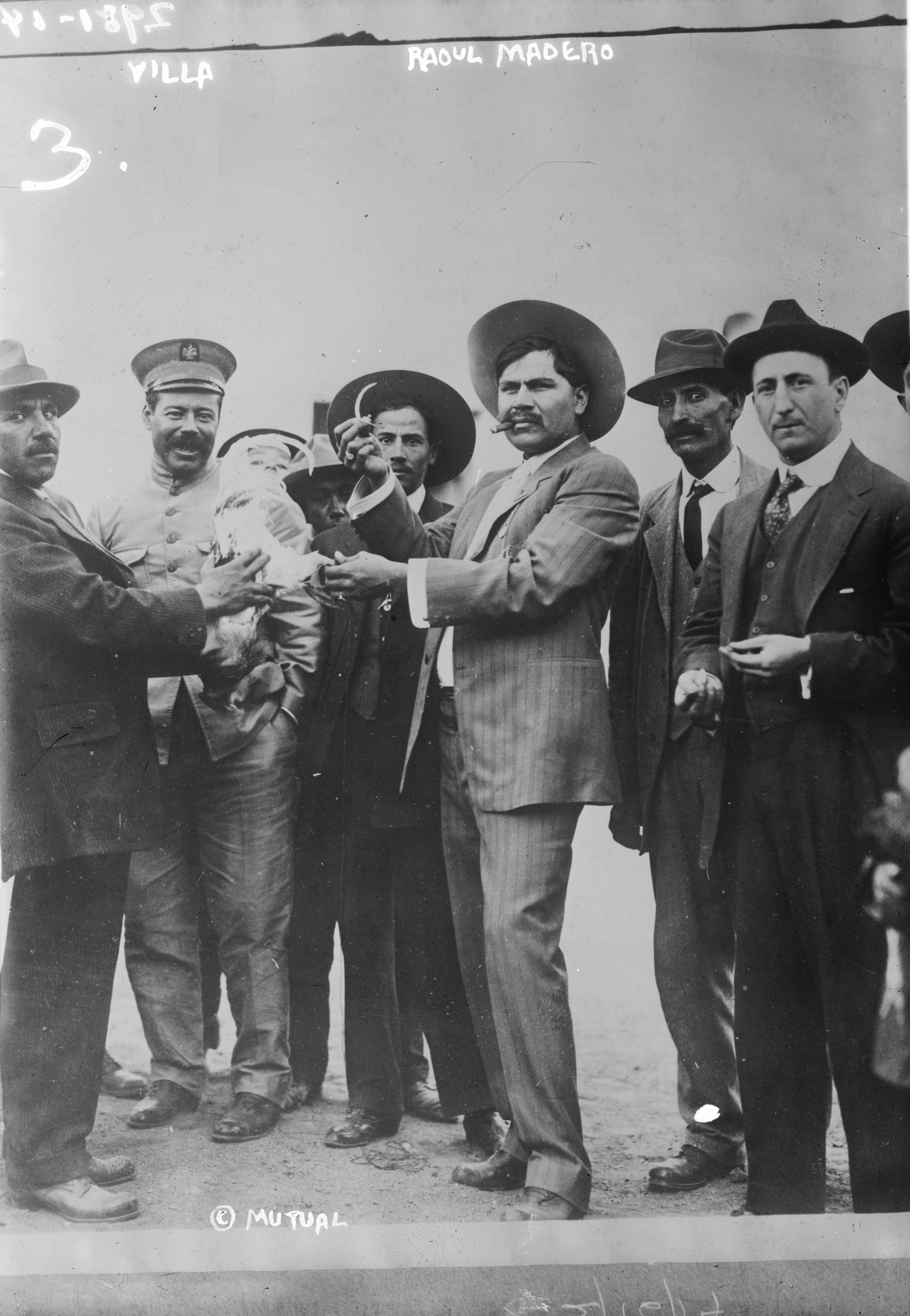
Pancho Villa en Raúl Madero

Intussen had Huerta Madero omver geworpen en zichzelf tot president benoemd. Venustiano Carranza, gouverneur van Coahuila, stelde het plan van Guadalupe op, waarin hij opriep tot het omverwerpen van de regering van Huerta. Carranza vormde het Constitutionalistisch Leger, waarbij Villa zich aansloot, evenals Álvaro Obregón en Emiliano Zapata. Villa's haat jegens Huerta verergerde nog eens toen deze Abraham González ter dood liet brengen. Villa vond later González' overblijfselen terug en gaf hem een heldenbegrafenis. Villa bleek een van de bekwaamste generaals van de constitutionalisten. Dit was Villa's roemruchtste periode. Hij behaalde tal van overwinningen, waarvan de slag bij Ojinaga wel het bekendst is, en groeide uit tot een haast mythisch persoon. Villa financierde zijn revolutie door overvallen op treinen en het afpersen van grootgrondbezitters. Ook liet hij eigen geld drukken, waarvan hij de waarde liet koppelen aan die van de Mexicaanse peso. Hij dwong iedereen op straffe van executie dit geld te accepteren. Villa's status was zo hoog dat dit geld ook geaccepteerd werd in delen van de Verenigde Staten. Ook nodigde de Amerikaanse regering hem en Obregón uit in Fort Bliss, waar hij John J. Pershing ontmoette.
In juni 1914 raakten Villa en Carranza met elkaar in conflict, toen Villa tegen Carranza's orders in naar Zacatecas opmarcheerde. Hoewel de inname van Zacatecas een van Villa's grootste successen was, leidde het wel tot een verwijdering tussen hem en Carranza. Een maand na de inname van Zacatecas was Huerta's positie niet meer houdbaar en werd hij gedwongen te vluchten. Na een kort interim-presidentschap van Francisco Carvajal werd Carranza tot president genoemd. Villa en Zapata weigerden echter hem te erkennen en riepen de conventie van Aguascalientes bijeen, waar ze vervolgens Eulalio Gutiérrez tot president benoemden. Hierdoor viel het revolutionaire leiderschap uiteen. Carranza en de zijnen waren de constitutionalisten terwijl de aanhangers van Villa de conventionalisten werden genoemd. Carranza ontvluchtte Mexico-Stad, dat ingenomen werd door de conventionalisten die Gutiérrez als president installeerden. Begin 1915 werden de conventionalisten echter gedwongen Mexico-Stad weer te verlaten.
In april 1915 leed Villa een grote nederlaag tegen de constitutionalisten in de Slag bij Celaya tegen Álvaro Obregón. Obregón had tactieken uit de Eerste Wereldoorlog bestudeerd, en tegen zijn loopgraven en machinegeweren was Villa geen partij. Villa werd steeds verder teruggedrongen. Op 9 maart 1916 pleegde Villa met 1500 man een aanval op de stad Columbus in de Amerikaanse staat New Mexico, omdat de Amerikaanse regering Carranza had erkend. Villa maakte 100 paarden van de Amerikaanse cavalerie buit en doodde 17 mensen. De Amerikaanse president Woodrow Wilson zond hierop 12.000 man troepen onder leiding van generaal Pershing naar Mexico om Villa te arresteren. Deze expeditie staat bekend als de Pancho Villa-expeditie. De zoektocht was geen succes en werd afgeblazen op 28 januari 1917.
Na nog een mislukte aanval op Agua Prieta te hebben gedaan werd Pancho Villa gedwongen zich terug te trekken in de bergen en zijn strijd voort te zetten als guerrillaoorlog. Villa staakte zijn acties toen hij in 1920 vrede sloot met de nieuwe president Adolfo de la Huerta. Drie jaar later werd hij samen met kolonel Miguel Trillo in Parral door een aanhanger van Álvaro Obregón in zijn Dodge vermoord.

## Legende

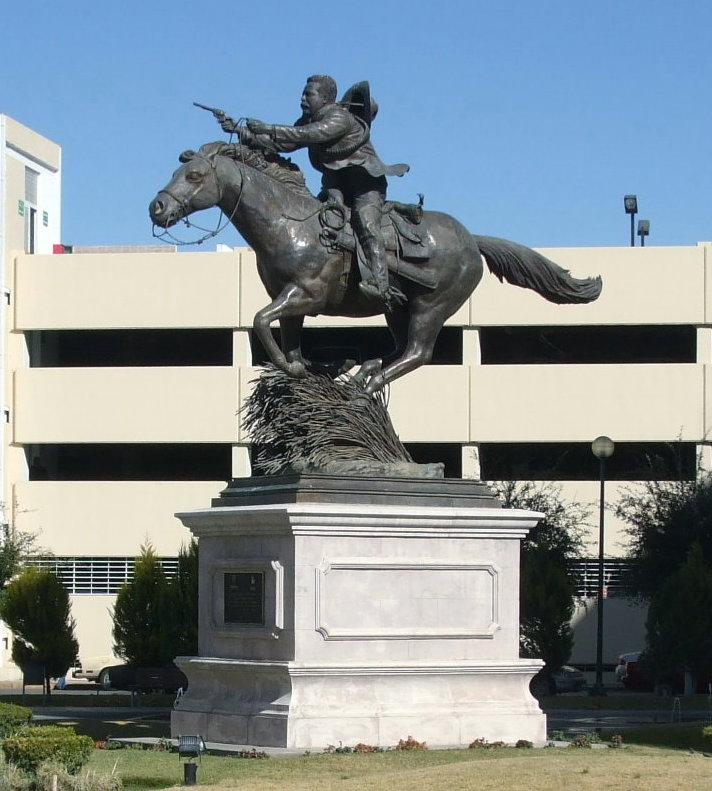
Beeld van Pancho Villa in het park Parque La Cabalgata de Pancho Villa in Chihuahua

Pancho Villa is een van de meest legendarische en geromantiseerde figuren uit de geschiedenis van Mexico. Door veel Mexicanen wordt hij als held gezien, en hij is nog steeds ongekend populair. Vandaag de dag worden zijn daden nog steeds bezongen in allerhande corrido's en andere liederen. Pancho Villa probeerde zijn eigen imago te bevorderen en maakte handig gebruik van de op dat moment opkomende massamedia. Hij heeft in verschillende films gespeeld; soms stuurde hij zelfs berichten aan Amerikaanse filmmaatschappijen dat hij op een bepaalde dag een overval of veldslag gepland had en nodigde hen uit te komen filmen. De Amerikaanse journalist John Reed trok geruime tijd met Villa op en publiceerde zijn verhaal in zijn boek Insurgent Mexico. Tijdens zijn leven genoot Villa dan ook populariteit in de Verenigde Staten, hoewel veel Amerikanen ook bang waren dat hij Mexico zou omvormen tot een socialistische staat. Ook na zijn dood is zijn rol in tientallen films gespeeld.
Tegelijkertijd kon hij ontzettend wreed zijn. Zo stond hij bekend vanwege zijn racisme ten opzichte van Chinezen, die hij regelmatig vermoordde als hij ze op een expeditie tegenkwam. Er is ook enig bewijs om aan te nemen dat Villa gesteund werd door Duitsland. Duitsland had er belang bij als de Verenigde Staten zijn handen vol zou hebben aan Mexico, omdat ze zich dan minder snel met Europa zouden bemoeien.

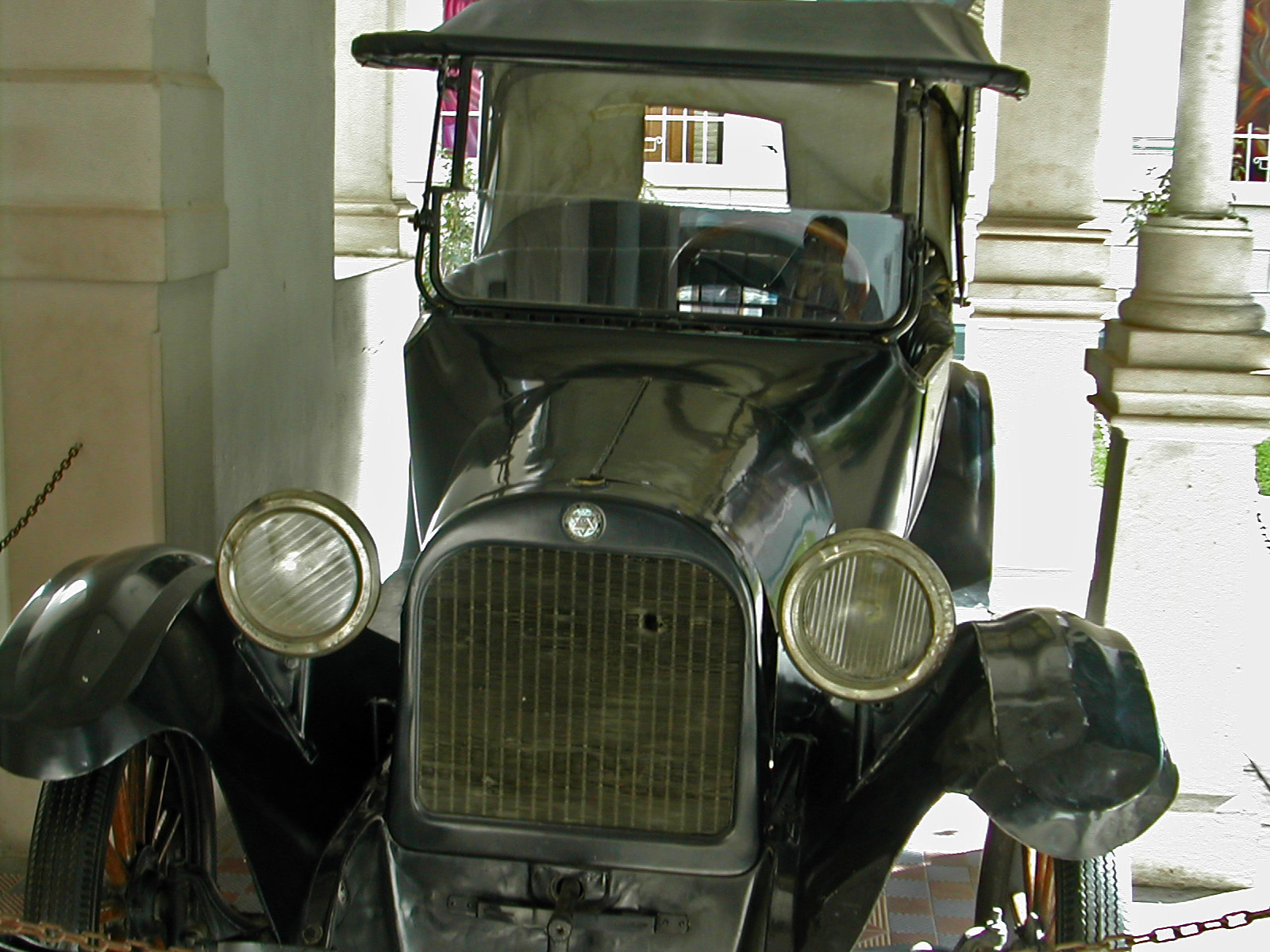
De auto waarin Villa is vermoord, te bezichtigen in het Museo Histórico de la Revolución in Chihuahua

Rond Pancho Villa bestaan nog steeds tal van legendes, waarvan het vaak onmogelijk is na te gaan hoeveel ervan waar is:
- Villa stond bekend als een ijsliefhebber. Volgens een revolutionair lied heeft Villa eens gestopt voor een ijskar in de straten van Chihuahua toen hij een verrader achterna joeg.
- Pancho Villa was een geheelonthouder. Naar verluidt moest hij kokhalzen na een glas brandewijn van Zapata te hebben gedronken.
- Villa stond bekend als vrouwenversierder en polygamist. Schattingen over het aantal vrouwen die hij heeft getrouwd lopen uiteen, 24 is een vaak genoemd aantal.
- Villa heeft in een groot aantal films gespeeld. Hij heeft in drie films zijn eigen rol gespeeld.
- Villa's laatste woorden waren: "Laat het niet zo eindigen. Vertel maar dat ik iets gezegd heb." Hij zou deze woorden hebben uitgesproken tegen een journalist die aanwezig was op het moment dat hij werd vermoord. Dit is echter zeer onwaarschijnlijk omdat Pancho Villa op slag werd gedood door meerdere geweerschoten. Er is ook geen enkele indicatie dat er een journalist aanwezig was bij de aanslag.
- Villa is mogelijk betrokken geweest bij de verdwijning van Ambrose Bierce.
- De precieze locatie van Villa's graf is onbekend.
- Giuseppe Garibaldi jr., kleinzoon van de Italiaanse vrijheidsstrijder Giuseppe Garibaldi, was kolonel in Villa's militaire staf. Villa ontsloeg Garibaldi toen deze te veel aandacht kreeg bij de inname van Ciudad Juárez in 1911. Deze inname werd bekeken door honderden toeschouwers in de Verenigde Staten, die het gebeuren vanaf het dak van goederenwagons in El Paso, aan de andere oever van de Rio Grande (Río Bravo), konden zien.
- Winston Churchill was een gezworen tegenstander van Villa nadat deze de Engelse "hacendado" William Benton om het leven had gebracht.
- Bij de Slag bij Tierra Blanca vond Villa de "gekke locomotief"-tactiek uit. Deze tactiek bestond uit het kapen van een locomotief achter de linies van de vijand, deze te vullen met explosieven en hem dan op de vijand af te laten rijden.
- Naar verluidt heeft Villa's rechterhand Rodolfo Fierro eens een willekeurige voorbijganger doodgeschoten in Chihuahua vanwege een weddenschap met Villa of een stervende man voorover of achterover zou vallen.

## Noot
1. ↑  Villa's precieze geboortedatum is omstreden. Verschillende data tussen 1877 en 1879 komen voor. Een officieel portret van Villa (op de website van Michigan State University) geeft 4 oktober 1877 als geboortedatum. Indien Villa naar de heilige is vernoemd op wiens dag hij werd geboren, wat destijds gebruikelijk was, dan is zijn geboortedatum 6 februari.

- Bibsys: 90216190
- Biblioteca Nacional de España: XX4927728
- Bibliothèque nationale de France: cb12003402z (data)
- Catàleg d'autoritats de noms i títols de Catalunya: 981058614725806706
- Gemeinsame Normdatei: 119388618
- International Standard Name Identifier: 0000 0001 2124 4600
- Library of Congress Control Number: n50013996
- National Archives and Records Administration: 10581814
- Bibliotheek van het Japanse parlement: 00621606
- Nationale Bibliotheek van Tsjechië: mzk2006337196
- Nationale Bibliotheek van Israël: 987007269671305171
- Nationale Bibliotheek van Polen: a0000002629854
- Nederlandse Thesaurus van Auteursnamen: 068984162
- Réseau des bibliothèques de Suisse occidentale: 02-A020304717
- LIBRIS: 316518
- SNAC: w6833rrf
- Système universitaire de documentation: 02814032X
- Virtual International Authority File: 24611479
- WorldCat: E39PBJg8JRXJR64KpTvyPxmKh3